# پانتو فیجو
پانتو فیجو (به اسپانیایی: Punto Fijo) یک منطقهٔ مسکونی در ونزوئلا است که در Carirubana واقع شده‌است. پانتو فیجو ۲۷۷٬۰۱۷ نفر جمعیت دارد و ۶ متر بالاتر از سطح دریا واقع شده‌است.